# Eulophia perrieri
Eulophia perrieri är en orkidéart som beskrevs av Rudolf Schlechter. Eulophia perrieri ingår i släktet Eulophia och familjen orkidéer. Inga underarter finns listade i Catalogue of Life.